# 生物产业
生物产业一般是由于生物技术在国民经济中的应用形成的产业活动。

## 中国生物产业
中国生物技术产业总体发展良好，中国在基因测序、转基因植物、疫苗研制、高技术筛选农作物、基因治疗技术方面都处于世界前沿。

### 版块划分
中国大陆将生物产业分为了以下5个主要版块：
- 绿色生物产业，包括生物农业、动物保健和食品工业；
- 红色生物产业，主要是健康和医疗领域，包括了生物医药、化学制药、中药、医疗器械和现代生物医学；
- 白色生物产业，主要是生物环保、生物制造和生物能源；
- 蓝色生物产业，主要包括生物资源、生物安全和海洋生物技术；
- 以及为生物产业做支撑的生物服务业，包括生命科学技术和生物服务。

### 技术成果
- 1965年，中华人民共和国科学家首次人工合成了结晶牛胰岛素，使中國成為第一個合成蛋白质的國家。
- 1973年，水稻专家袁隆平培育出了“籼型杂交水稻”，该水稻亩产比普通水稻增产20％以上。2014年10月10日，农业部通报，由袁隆平院士领衔的第四期超级稻百亩方亩产超过1000公斤，创造了每亩1026.7公斤（每公顷15.4吨）的新纪录。
- 1985年，台灣出生第1例試管嬰兒，1986年香港也出生1例。大陸首例試管嬰兒於1988年3月10日誕生。
- 中华人民共和国还作为惟一的发展中国家成员参与了国际人类基因组计划，完成了1％测序工作。
- 中华人民共和国科学家独立完成了杂交水稻父本9311（籼稻）的基因组序列草图；
- 在国际上首次定位和克隆了神经性高频耳聋基因、乳光牙本质Ⅱ型、汗孔角化症等遗传病的致病基因；
- 中华人民共和国是世界上第二个有转基因抗虫棉花自主知识产权的国家。